# Charlotte Jonen
Charlotte Jonen (* 7. Oktober 1991 in Münster) ist eine deutsche Violinistin und Solistin. Sie ist eine direkte Nachfahrin des im 19. und Anfang des 20. Jahrhunderts lebenden Geigers Joseph Joachim.

## Herkunft und Ausbildung
Charlotte Jonen wuchs in Nottuln auf und begann mit fünf Jahren das Violinspiel. Mit 10 Jahren hatte sie ihren ersten öffentlichen Konzertauftritt in Münster.
Sie studierte zunächst bei Helge Slaatto in Münster und begann ab 2013 ihr Musikstudium an der Hochschule für Musik und Tanz Köln in der Meisterklasse von Zakhar Bron. Mehrere Meisterkurse besuchte sie zudem bei Igor Ozim und Marina Kesselmann (Tschaikowsky-Konservatorium Moskau).

## Laufbahn als Geigerin
Früh trat Charlotte Jonen als Solistin in Erscheinung. So konzertierte sie u. a. 2016 mit dem Violinkonzert von Ludwig van Beethoven sowie 2017 mit dem Violinkonzert in g-moll von Max Bruch. 2018 debütierte Charlotte Jonen in der Berliner Philharmonie mit dem Violinkonzert von Ludwig van Beethoven, mit dem auch Joseph Joachim dort sein Berliner Debüt gegeben hatte. Es folgten weitere Auftritte u. a. in der Kölner Philharmonie und der Tonhalle Düsseldorf mit dem Doppelkonzert für zwei Violinen von Johann Sebastian Bach.
Neben ihren Auftritten als Solistin gibt Charlotte Jonen regelmäßig Rezitale im In- und Ausland. Konzertreisen führten sie in Konzerthaus Berlin, die Kölner Philharmonie, die Laeiszhalle Hamburg und die Shanghai Concert Hall.

## Auszeichnungen
2021 gewann Charlotte Jonen mit ihrem Duo Mancando beim X. International Music Competition Amigdala in Italien den 1. Preis sowie den Sonderpreis „Giuseppe Raciti“.

## Projekte/Filme
In der Einspielung der Musik zum Film Luise von Matthias Luthardt, der 2023 in die Kinos gekommen ist, spielt sie die erste Geige.

## Privates
Charlotte Jonen lebt in Berlin.